# Всеобщие выборы в Малави (2019)
Всеобщие выборы в Малави прошли 21 мая 2019 года для избрания президента, Национального собрания и местных советов.
После протеста оппозиции, заявлявшей о многочисленных нарушениях, объявление результатов выборов было приостановлено. После того, как Верховный суд 27 мая 2019 года снял запрет, Избирательная комиссия Малави объявила результаты президентских выборов. Президент Питер Мутарика набрал 38,57 % голосов и был переизбран на второй срок.
Однако, Конституционный суд 3 февраля 2020 года отменил результаты выборов.

## Избирательная система
Президент Малави избирается по системе относительного большинства. Президентом становится кандидат, набравший наибольшее количество голосов избирателей. 193 депутатов Национального собрания избираются по одномандатным избирательным округам также по системе относительного большинства.

## Результаты

### Президентские выборы
| Кандидат                             | Кандидат                             | Партия                                 | Голоса    | %     |
| ------------------------------------ | ------------------------------------ | -------------------------------------- | --------- | ----- |
|                                      | Питер Мутарика                       | Демократическая прогрессивная партия   | 1 940 709 | 38,57 |
|                                      | Лазарус Чаквера                      | Партия Конгресса Малави                | 1 781 740 | 35,41 |
|                                      | Саулос Чилима                        | Объединённое движение за трансформацию | 1 018 369 | 20,24 |
|                                      | Атупеле Мулузи                       | Объединённый демократический фронт     | 235 164   | 4,67  |
|                                      | Питер Кувани                         | Движение Мбакуваку за развитие         | 20 369    | 0,40  |
|                                      | Джон Юджин Чизи                      | Партия Умоджи                          | 19 187    | 0,38  |
|                                      | Хедвик Калийя                        | Независимый                            | 15 726    | 0,31  |
| Недействительных/пустых бюллетеней   | Недействительных/пустых бюллетеней   | Недействительных/пустых бюллетеней     | 74 719    | -     |
| Всего                                | Всего                                | Всего                                  | 5 105 983 | 100   |
| Зарегистрированных избирателей/ Явка | Зарегистрированных избирателей/ Явка | Зарегистрированных избирателей/ Явка   | 6 859 570 | 74,44 |
| Источник: MEC                        |                                      |                                        |           |       |

### Парламентские выборы
| Партия                               | Партия                                 | Голоса | %   | Места | +/- |
| ------------------------------------ | -------------------------------------- | ------ | --- | ----- | --- |
|                                      | Демократическая прогрессивная партия   |        |     | 62    |     |
|                                      | Партия Конгресса Малави                |        |     | 55    |     |
|                                      | Объединённый демократический фронт     |        |     | 10    |     |
|                                      | Народная партия                        |        |     | 5     |     |
|                                      | Объединённое движение за трансформацию |        |     | 4     |     |
|                                      | Альянс за демократию                   |        |     | 1     |     |
|                                      | Независимые                            |        |     | 55    |     |
| не определено                        | не определено                          | -      | -   | 1     | -   |
| Недействительных/пустых бюллетеней   | Недействительных/пустых бюллетеней     |        | -   | -     | -   |
| Всего                                | Всего                                  |        | 100 | 193   | 0   |
| Зарегистрированных избирателей/ Явка | Зарегистрированных избирателей/ Явка   |        |     | -     | -   |
| Источник: Maravi Post                |                                        |        |     |       |     |